# Кајак (Лот)
Кајак (фр. Caillac) је насељено место у Француској у региону Миди Пирене, у департману Лот.
По подацима из 2011. године у општини је живело 583 становника, а густина насељености је износила 78,36 становника/km².

## Демографија
| 1962. | 1968. | 1975. | 1982. | 1990. | 2011. |
| ----- | ----- | ----- | ----- | ----- | ----- |
| 365   | 335   | 386   | 409   | 488   | 583   |